# 248

## Събития
- Бунт на Пакациан в Долна Мизия
- Нашествие на готи в Тракия

## Починали
- Трифон (? – 248), фригийски християнски мъченик